# 法輪寺 (佐渡市)
法輪寺（ほうりんじ）は、新潟県佐渡市相川下寺町にある日蓮宗の寺院。山号は久栄山。旧本山は塚原根本寺。金掘り絵馬は佐渡市の文化財。境内には味方与次右衛門一族の墓所がある。

## 歴史
慶長9年（1604年）大乗院日達が開創された。寛永7年（1630年）妙耀院日奥（京都妙覚寺18世、不受布施派で知られる。）の開山で法久寺が創建された。明治32年（1899年）妙輪寺が神仏分離で廃絶していた円徳寺（究竟院日禎が開山した寺、開創年未詳）の跡地に移転した。昭和17年（1942年）火災により焼失した法久寺が妙輪寺と合併した。

## 交通アクセス
相川市街地から少し山側に入った、寺院が集積する地区に立地する。
- 新潟交通佐渡 本線ほか「きらりうむ佐渡」または「相川」バス停より徒歩約15分

## 参考資料
- 日蓮宗寺院大鑑編集委員会『宗祖第七百遠忌記念出版 日蓮宗寺院大鑑』大本山池上本門寺（1981年）
- 『相川町の文化財』相川町教育委員会